# 呂爾蒂岡
呂爾蒂岡是瑞士的城鎮，位於該國西部，由弗里堡州負責管轄，面積2.32平方公里，海拔高度567米，2011年人口185，八成人口信奉基督教，人口密度每平方公里80人。